# Санта Эсперанса (фильм)
«Санта Эсперанса» — советский фильм чилийского режиссёра Себастьяна Аларкона, вышедший в 1979 году. Сюжет вдохновлён историей жизни заключённых концентрационного лагеря Чакабуко, созданного в Чили в 1973 году, вскоре после государственного переворота, осуществлённого Аугусто Пиночетом. Фильм продолжает тему кинокартины «Ночь над Чили» (1977), дебютного, совместного с Александром Косаревым полнометражного фильма Аларкона, на этот раз впервые занимавшегося режиссурой единолично.

## Сюжет
На месте покинутого жителями рабочего посёлка, расположенного в пустыне у подножия Анд в неназываемой южноамериканской стране, хунтой создан концентрационный лагерь для политзаключённых «Санта Эсперанса» (с исп. — «Святая Надежда»). 120 содержащихся в нём человек имеют самые различные взгляды на жизнь, но чтобы вырваться оттуда или по крайней мере дать знать о своём существовании в этом полностью отрезанном от внешнего мира пристанище, они вынуждены объединиться. Этому в частности всячески способствует назначенный старшим по бараку Фелисиндо (Норейка), старающийся применить знания о местности престарелого дона Лоренсо (Кадочников), практически всю жизнь прожившего в том посёлке.
Две попытки побега срываются, однако в итоге заключённым удаётся подгадать момент и получить доступ к радиостанции, что даёт возможность Фелисиндо сообщить подпольной организации, в которой он состоял, о существовании лагеря. Но несмотря на это, усилия оказываются тщетными: засевшие в здании радиостанции бунтовщики гибнут при его штурме солдатами гарнизона лагеря, восстание подавлено, и выживших заключённых перевозят в другой лагерь, оставляя «Санта Эсперанса» вновь пустовать.

## В ролях
| - Борислав Брондуков — Непомусено, - Павел Кадочников — дон Лоренсо, - Евгений Леонов-Гладышев — семинарист Мигель Анхель, - Владимир Ломизов — Карлос, - Лаймонас Норейка — Фелисиндо, - Владимир Тихонов — Пабло Канепи, | - Рамаз Чхиквадзе — падре, - Маргарита Терехова — Изабель, - Григорий Лямпе — комендант, - Александр Пашутин — капитан, - Ислам Казиев — сержант. |

## Создание фильма
Намерения снять фильм о лагере политзаключённых «Санта Эсперанса», схожем с реальными лагерями, организованными в Чили, Себастьян Аларкон озвучил в начале 1977 года. По словам Аларкона, при работе над сценарием киноленты вместе с Владимиром Амлинским ими использовалась большая документальная база, кроме того, Аларкон неоднократно консультировался с деятелями чилийского антифашистского движения (в том числе с Луисом Корваланом), имевшими собственный опыт пребывания в лагерях, подобных описываемому в фильме.
Съёмки картины проходили в 1978 году в горах у Коктебеля.
Фильм стал первой крупной кинематографической работой каскадёра Александра Иншакова, принявшего участие в его создании в качестве как исполнителя, так и постановщика трюков по приглашению советского популяризатора карате Алексея Штурмина. По утверждению Иншакова, его дальнейшей кинокарьере в значительной мере поспособствовало знакомство на съёмках «Санта Эсперанса» с ассистентом по актёрам Галиной Бабичевой.

## Реакция критиков
Картину называют в ряду других чилийских фильмов того же периода, вкупе демонстрирующих, по мнению критиков, редкое явление развития национального кинематографа в условиях практически полного перемещения кинопроизводства за границу.

## Награды
Фильм был награждён почётным дипломом VIII Международного фестиваля фильмов о свободе и революции в югославском городе Сопот.